# 女児教舎
女児教舎（じょじきょうしゃ）は、1876年（明治9年）から1929年（昭和4年）まで宮崎県延岡市にあった女子教育機関。

## 沿革
1876年（明治9年）、小林乾一郎の提唱により亮天社の付属として設立された。舎主は旧藩主の内藤政挙。内藤家の経営により、亮天社同様、生徒は月謝不要、教科書は無償貸与であった。1901年（明治34年）には、内藤家の経営する私立延岡女学校（4年制のちに5年制）となり、1929年（昭和4年）には、宮崎県立延岡高等女学校（4年制）へと移行した。